# Metathyreotus aborensis
Metathyreotus aborensis is een hooiwagen uit de familie Epedanidae.